# Severstal
Severstal er en russisk mine- og metalvirksomhed med hovedkvarter i Tjerepovets. Det er Ruslands største stålproducent, som er majoritetsejet af Alexey Mordashov.
Severstal har faciliteter i Rusland, Ukraine, Kasakhstan, Frankrig, Italien samt flere afrikanske lande.
De ejer ishockeyklubben Severstal Cherepovets og flyselskabet Severstal Air Company.